# Malta na Svjetskom prvenstvu u atletici 2015.
Malta se na Svjetskom prvenstvu u atletici 2015. u Pekingu natjecala od 22. do 30. kolovoza u s jednom predstavnicom u disciplini trčanja na 100m

## Rezultati

### Žene

#### Trkačke discipline
| Atletičarka         | Disciplina | Kvalikacije      | Kvalikacije | Završnica             | Završnica             |
| Atletičarka         | Disciplina | Rezultat         | Plasman     | Rezultat              | Plasman               |
| ------------------- | ---------- | ---------------- | ----------- | --------------------- | --------------------- |
| Charlotte Wingfield | 100 metara | diskvalificirana | -           | Nije se kvalificirala | Nije se kvalificirala |